# Ximo Navarro
Joaquín « Ximo » Navarro Jiménez est un footballeur espagnol, né le 23 janvier 1990 à Guadahortuna. Il évolue au poste d'arrière droit au Deportivo La Corogne.

## Statistiques
| Saison                | Club                        | Championnat           | Championnat | Championnat | Coupe(s) nationale(s) | Coupe(s) nationale(s) | Total | Total |
| Saison                | Club                        | Division              | M.          | B.          | M.                    | B.                    | M.    | B.    |
| 2009-2010             | RCD Majorque B              | Segunda División B    | 30          | 1           | -                     | -                     | 30    | 1     |
| 2010-2011             | RCD Majorque B              | Segunda División B    | 28          | 0           | -                     | -                     | 28    | 0     |
| 2011-2012             | Recreativo de Huelva (prêt) | Segunda División      | 12          | 0           | -                     | -                     | 12    | 0     |
| 2011-2012             | Cordoue CF (prêt)           | Segunda División      | 17+2        | 0+0         | -                     | -                     | 19    | 0     |
| 2012-2013             | RCD Majorque                | Liga                  | 16          | 0           | 3                     | 0                     | 19    | 0     |
| 2013-2014             | RCD Majorque                | Segunda División      | 38          | 0           | 1                     | 0                     | 39    | 0     |
| 2014-2015             | UD Almería                  | Liga                  | 28          | 0           | 1                     | 0                     | 29    | 0     |
| 2015-2016             | UD Almería                  | Segunda División      | 24          | 1           | 1                     | 0                     | 25    | 1     |
| 2016-2017             | UD Almería                  | Segunda División      | 37          | 2           | 1                     | 0                     | 38    | 2     |
| 2017-2018             | UD Las Palmas               | Liga                  | 31          | 0           | 2                     | 0                     | 33    | 0     |
| 2018-2019             | Deportivo Alavés            | Liga                  | 29          | 1           | -                     | -                     | 29    | 1     |
| Total sur la carrière | Total sur la carrière       | Total sur la carrière | 292         | 5           | 9                     | 0                     | 301   | 5     |